# Moiremont
Moiremont é uma comuna francesa na região administrativa do Grande Leste, no departamento de Marne. Estende-se por uma área de 16.98 km², e possui 194 habitantes, segundo o censo de 2018, com uma densidade de 11 hab/km².